# Antoine Krier
Antoine Krier (Bonnevoie, Ciutat de Luxemburg, 21 d'abril de 1897 – Esch-sur-Alzette, 22 de setembre de 1983) fou un polític i sindicalista luxemburguès del Partit Socialista dels Treballadors (LSAP), que fou batlle municipal d'Esch-sur-Alzette entre 1951 i 1965. Des del 1929 fins al 1935, fou el president del Partit Socialista, el predecessor del LSAP. L'any 1953 fou president del Sindicat de Treballadors Luxemburguesos. L'any 1965, després de deixar la batllia municipal, passà a desenvolupar tasques ministerials. Krier era el germà del també polític Pierre Krier.